# Лозовая (приток Галки)
Лозовая или Лезовая (укр. Лозова, Лезова) — правый приток реки Галка, протекающий по Прилукскому району (Черниговская область).

## География
Длина — 12, 13 км. Площадь бассейна — 72,43 км².
Река берёт начало от двух ручьёв возле сёл Шевченко и Новосёловка. Река течёт на запад. Впадает в реку Галка (на 2,6-м км от её устья) севернее села Озеряны.
Русло слабоизвилистое. На реке есть пруды.
Пойма занята частично лесами и заболоченными участками.

## Притоки
Великая Галка, балка Грузская, безымянные ручьи.

## Населённые пункты
Населённые пункты на реке (от истока к устью):
1. Шевченко
2. Новосёловка
3. Степовое
4. Васюков
5. Антишки (Горького)
6. Лозовое